# Juni 1998
Dit artikel geeft een chronologisch overzicht van alle belangrijke gebeurtenissen per dag in de maand juni van het jaar 1998.

## Gebeurtenissen

### 1 juni
- In het tot hockeyarena omgebouwde Nieuw-Galgenwaard herovert de Nederlandse mannenhockeyploeg de wereldtitel door Spanje in de verlenging van de finale van het WK hockey op de knieën te dwingen: 3-2. Teun de Nooijer maakt de golden goal.
- Het Nederlands elftal wint in de voorlaatste van vijf oefeninterlands op weg naar het WK voetbal 1998 in Frankrijk. In Eindhoven wordt Paraguay met 5-1 bedwongen. Doelpuntenmakers zijn Marc Overmars (2), Patrick Kluivert, Frank de Boer en Jimmy Floyd Hasselbaink.

### 2 juni
- Gouden Gids Publieksprijs voor Hamlet van Toneelgroep De Trust. De voorstelling wint in september ook de Grote Theaterfestivalprijs.

### 3 juni
- Treinramp bij Eschede: in Eschede (Duitsland) komen 101 mensen om als een ICE-hogesnelheidstrein ontspoort.
- De drie partijen die onderhandelen over een nieuw paars regeerakoord worden het eens over de invoering van een lokaal referendum. Daarbij kan de bevolking zich uitspreken over burgemeesterskandidaten.
- De economieën van Europa en Azië drijven uiteen als nooit tevoren. In Nederland blijkt de groei in het eerste kwartaal met 4,2 procent de hoogste sinds 1990, zo meldt het CBS. Ook met de consumentenbestedingen gaat het uitstekend. Ruim een week later blijkt Japan in een zware recessie te zijn beland. De economie krimpt in het eerste kwartaal met 5,3 procent, vier keer zo erg als verwacht. De yen en de beurs van Tokio storten ineen.

### 5 juni
- Japan lanceert een sonde naar Mars en vervoegt zo de V.S. en Rusland als natie die aan ruimteonderzoek doet.
- Het Nederlands elftal wint in de laatste van vijf oefeninterlands op weg naar het WK voetbal 1998 in Frankrijk. In de uitzwaaiwedstrijd in de Amsterdam Arena (44.500 toeschouwers) wordt Nigeria met 5-1 verslagen. Doelpuntenmakers zijn Marc Overmars, Patrick Kluivert (2), Pierre van Hooijdonk en Jimmy Floyd Hasselbaink.

### 7 juni
- In Jasper wordt de zwarte James Byrd jr. door drie blanken met een ketting aan hun auto geknoopt en over drie mijl meegesleept en daardoor vermoord. De daders, sympathisanten van de Aryan Brotherhood en de Ku Klux Klan, worden later veroordeeld tot tweemaal de doodstraf en eenmaal levenslang.
- In Bolzano behalen de Zweedse handballers voor de tweede keer de Europese titel door in de finale Spanje met 25-23 te verslaan.
- Bij het WK basketbal voor vrouwen in Duitsland gaat de titel naar het team van de Verenigde Staten.

### 8 juni
- Dictator Sani Abacha van Nigeria overlijdt aan een hartaanval. De junta van Nigeria kiest de stafchef van de strijdkrachten, generaal-majoor Abdusalam Abubakar, tot president.

### 9 juni
- Prins Claus ondergaat in Hamburg een operatie aan zijn prostaat.

### 10 juni
- Het Holland Festival opent de vijftigste aflevering met muziekspektakel Gevels van Harry de Wit op het Leidseplein in Amsterdam. De nieuwe directeur Ivo van Hove heeft voornamelijk toneel en weinig muziek geprogrammeerd. De Italiaanse regisseur Romeo Castellucci brengt op Holland Festival Giulio Cesare met keelkanker- anorexia-, vetzuchtpatiënten als acteurs.

### 12 juni
- Tienduizenden voetbalfans over de hele wereld zijn de dupe van zwendel met toegangskaarten voor het WK voetbal in Frankrijk. Er zijn veel valse kaarten in omloop. Ook hebben touroperators moeite verkochte kaarten te leveren.

### 13 juni
- In de eerste groepswedstrijd bij het WK voetbal 1998 in Frankrijk speelt het Nederlands elftal met 0-0 gelijk tegen België. Spits Patrick Kluivert krijgt van scheidsrechter Pierluigi Collina in de 82ste minuut een rode kaart na een slaande beweging richting Lorenzo Staelens.

### 15 juni
- De Sociaal-Economische Raad adviseert de uitvoering van WW en WAO volledig te privatiseren.
- De NAVO houdt massale luchtoefeningen boven Albanië en Macedonië om de regering in Belgrado duidelijk te maken dat ze "niet werkeloos toeziet" bij het Servische geweld in Kosovo.

### 16 juni
- Het Woordenboek der Nederlandsche Taal (WNT) is klaar. Het grootste woordenboek ter wereld[1] beschrijft tussen de 350 000 en 400 000 woorden.

### 17 juni
- Justitie arresteert in het kader van de grote beursfraudezaak bestuurder T.G.K. van de SNS Bank, de eerste bankbestuurder die vast komt te zitten. Het is een relatie van vermogensbeheerder Eddy S., op wie zich het onderzoek toespitst. S. is voortvluchtig en tegen hem wordt een internationaal opsporingsbevel uitgevaardigd. Zwitserland weigert S. echter uit te leveren.

### 18 juni
- De twee orthodox-protestantse partijen GPV en RPF maken bekend bij de volgende Tweede-Kamerverkiezingen met één kieslijst te zullen uitkomen.

### 19 juni
- Minister Hans Wijers, een van de populairste bewindslieden uit het eerste paarse kabinet, zegt niet te zullen terugkeren in een eventueel tweede kabinet van die kleur.

### 20 juni
- In het Stade Vélodrome in Marseille wint het Nederlands elftal in de tweede groepswedstrijd bij het WK voetbal 1998 met 5-0 van Zuid-Korea. Phillip Cocu, Marc Overmars, Dennis Bergkamp, Pierre van Hooijdonk en Ronald de Boer scoren voor de ploeg van bondscoach Guus Hiddink.

### 21 juni
- De Franse politieagent Daniël Nivel wordt tijdens het WK voetbal door Duitse supporters met een ijzeren staaf op het hoofd geslagen.

### 22 juni
- Het Prins Bernhard Fonds kiest voor Amsterdam als vestigingsplaat van het nieuwe nationale foto-instituut, dat moet worden opgericht met het legaat van 22 miljoen gulden dat de overleden Rotterdamse hoogleraar en amateurfotograaf Hein Wertheimer naliet. Het ministerie van OCW werkt niet mee aan de verhuizing van drie Rotterdamse foto-instellingen naar Amsterdam, zoals het Prins Bernhard Fonds wil. Aan het eind van het jaar verkeert de besluitvorming nog in een impasse. Wel hebben de gemeenten Amsterdam en Groningen en de familie De Pont aangekondigd zelf nieuwe foto-instellingen op te zullen richten.
- De PC Hooftprijs voor proza wordt toegekend aan de schrijver F.B. Hotz. Hij krijgt de prijs later thuis uitgereikt. De PC Hooftprijs 1999 voor beschouwend proza wordt later in het jaar toegekend aan de 99-jarige anarchist-essayist Arthur Lehning.
- Atlete Ellen van Langen beëindigt haar carrière. De winnares van olympisch goud op de 800 meter (1992) ondervindt te veel hinder van blessures.

### 23 juni
- De zanger Marco Bakker wordt veroordeeld tot 240 uur dienstverlening en twee jaar ontzegging van het rijbewijs wegens het onder invloed van alcohol doodrijden van een vrouw op het parkeerdek van de Amsterdam Arena.
- De financiële conglomeraten Rabobank en Achmea praten over een fusie, zo maken ze bekend. Gezamenlijk bieden ze werk aan 53.000 mensen.

### 24 juni
- PvdA, VVD en D66, die onderhandelen over de totstandkoming van het tweede paarse kabinet, bereiken een akkoord over een belastinghervorming die 5 miljard gulden kost.

### 25 juni
- Het Nederlands elftal speelt bij het WK voetbal 1998 in Frankrijk met 2-2 gelijk tegen Mexico, maar bereikt desondanks de achtste finales. Phillip Cocu en Ronald de Boer scoren in het Stade Geoffroy Guichard voor de ploeg van bondscoach Guus Hiddink.

### 27 juni
- De schrijver Alfred Kossmann overlijdt op 76-jarige leeftijd.

### 29 juni
- Het Nederlands elftal bereikt de kwartfinales van het WK voetbal 1998 in Frankrijk door met 2-1 te winnen van Joegoslavië. Het beslissende doelpunt in Toulouse komt in de slotminuut op naam van middenvelder Edgar Davids.
- De gematigde protestantse Ulster Unionist Party van David Trimble wint de verkiezingen in Noord-Ierland. De UUP krijgt 28 zetels in de 108 leden tellen.
- De Rolling Stones treden vijf avonden achter elkaar op in de Amsterdam Arena.

### 30 juni
- Frits Bolkestein draagt, na de afronding van de kabinetsformatie, de leiding van de VVD-fractie over aan Hans Dijkstal.

← · januari · februari · maart · april · mei · juni · juli · augustus · september · oktober · november · december ·  →